# Torre Kaknäs
La torre Kaknäs (en sueco: Kaknästornet) es una torre de telecomunicaciones de Suecia, construida en Gärdet, en Estocolmo, la capital del país. Cuenta con 72 pilares. La torre es un importante centro de transmisiones de televisión, radio y satélite. Fue terminada en 1967, diseñada por el arquitecto Bengt Lindroos y tiene una altura de 155 m, o  170 m considerando la antena.
La torre es propiedad de la empresa de radiodifusión nacional sueca Teracom. El nombre de la torre viene del nombre antiguo de la zona, Kaknäs. La torre está abierta al público, con un centro de información /tienda de regalos, una plataforma de observación en lo más alto, interior y al aire libre, así como un restaurante. La torre ofrece magníficas vistas de la ciudad de Estocolmo en el oeste y del archipiélago de Estocolmo hacia el este.
Durante unos años esta torre fue el edificio más alto en toda Escandinavia hasta que fue inaugurado en 1971, en Tampere, Finlandia, Näsinneula. Fue también superada en 2003 como el edificio más alto de Suecia por la Torre Ciencia de Kista, en el norte de Estocolmo, apenas tres metros más alta (incluyendo la antena en el techo), que a su vez fue superada por el Turning Torso en Malmö en 2005 .

## Galería de imágenes

Vistas de la torre
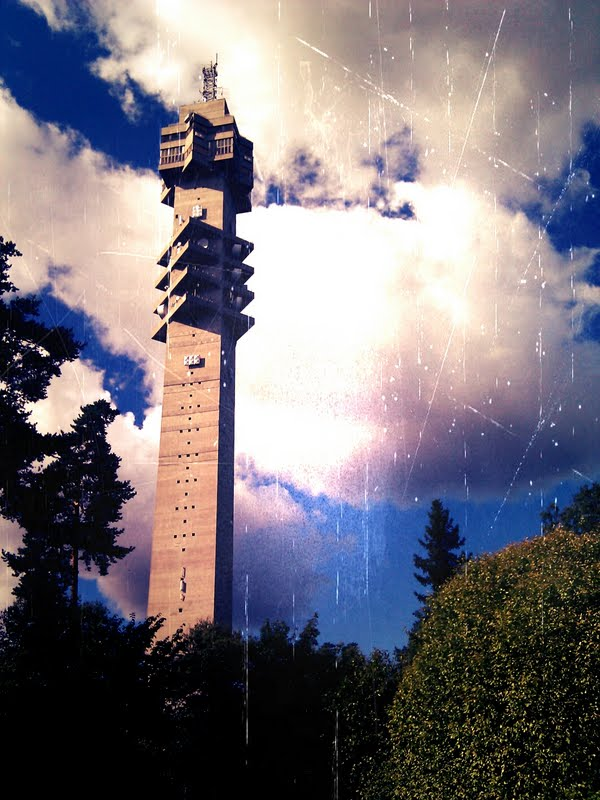
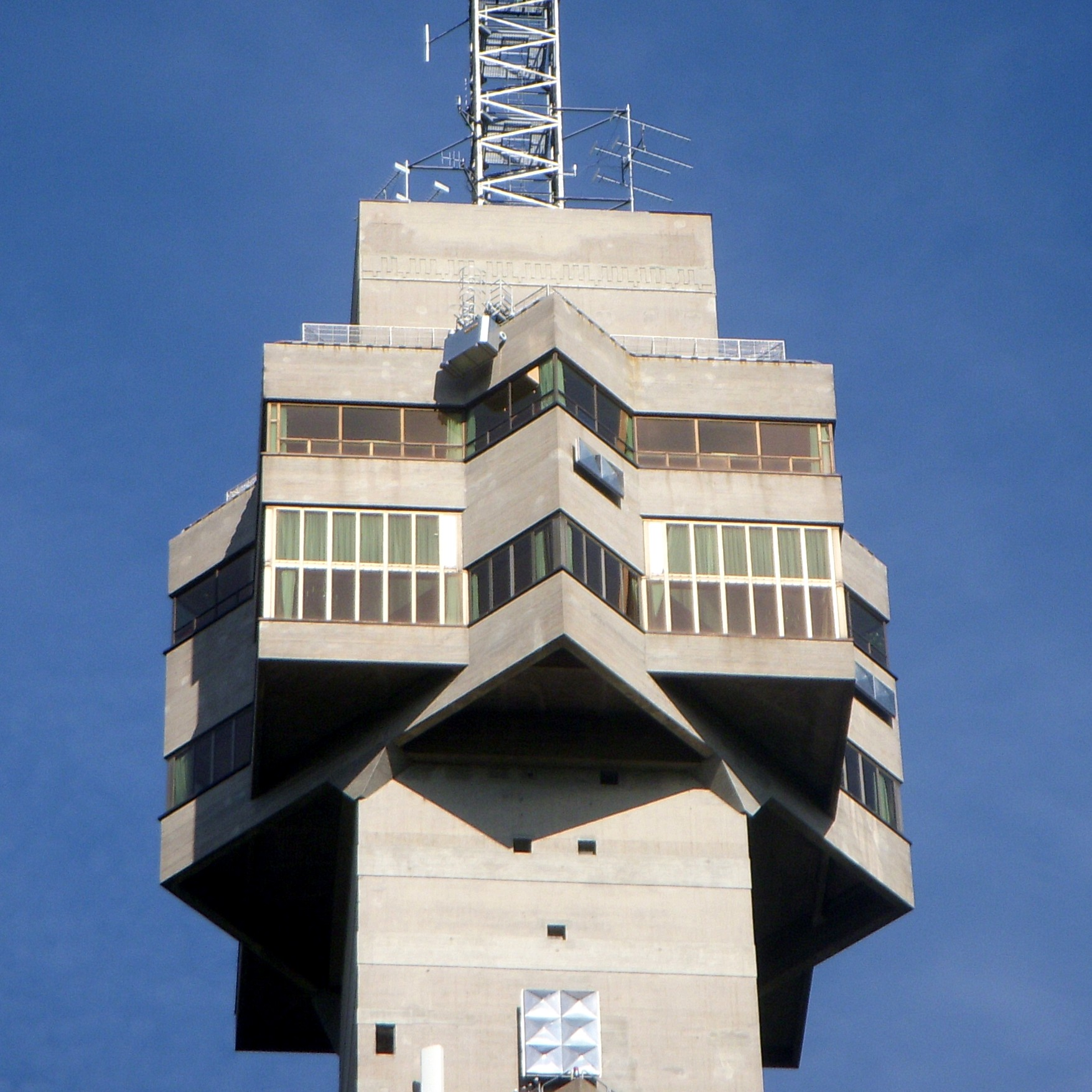
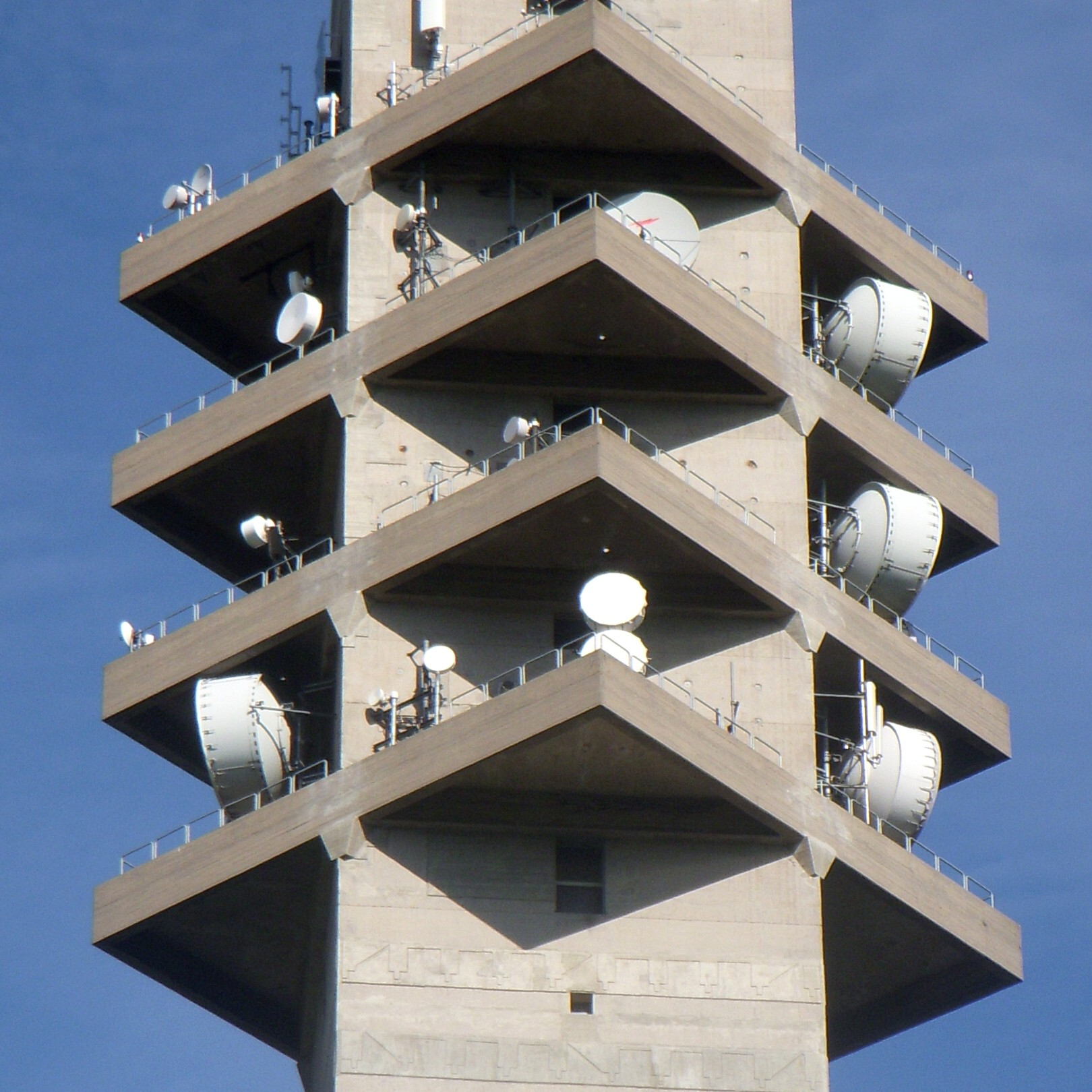
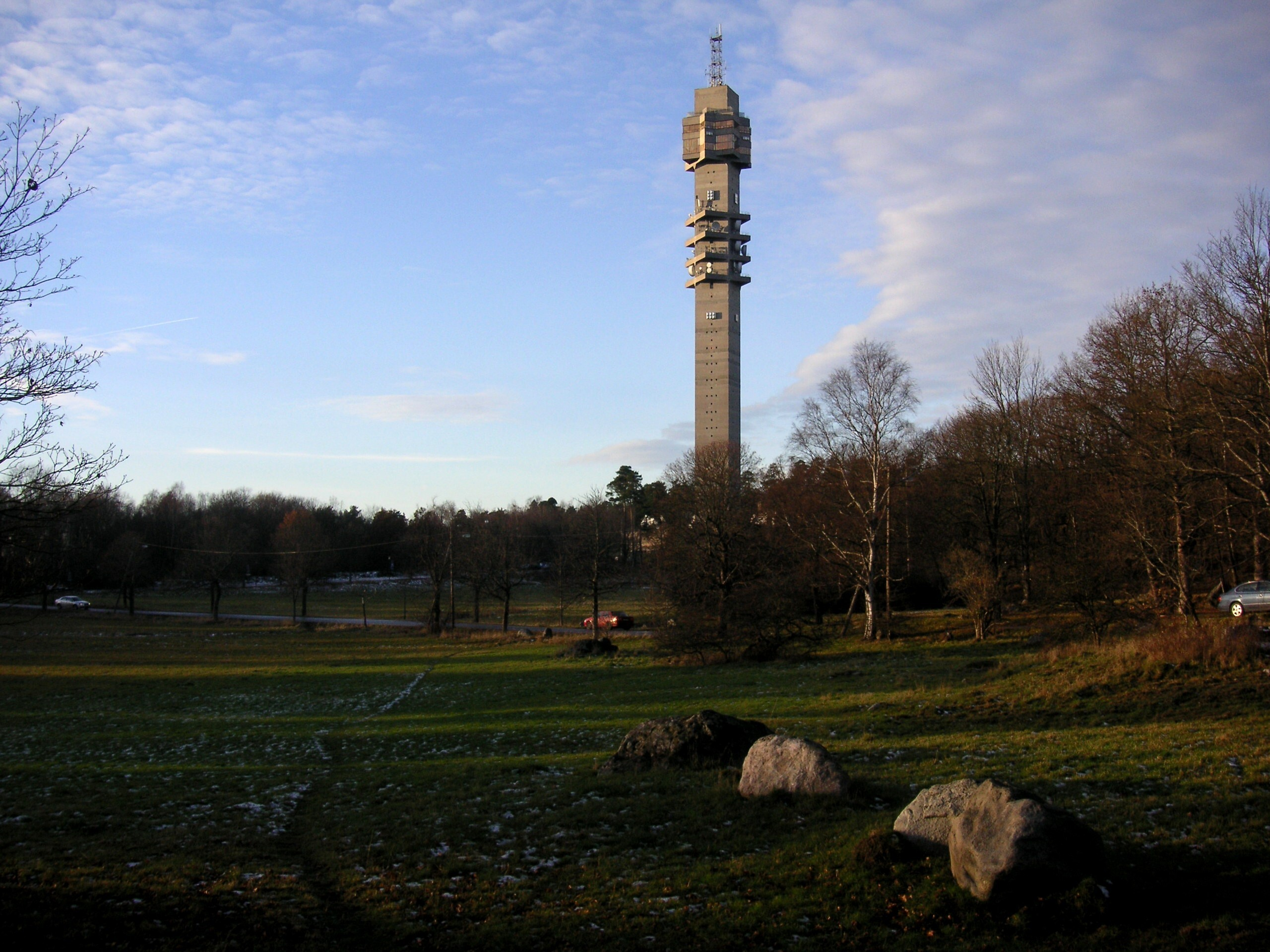

Vistas desde la plataforma de observación de la torre
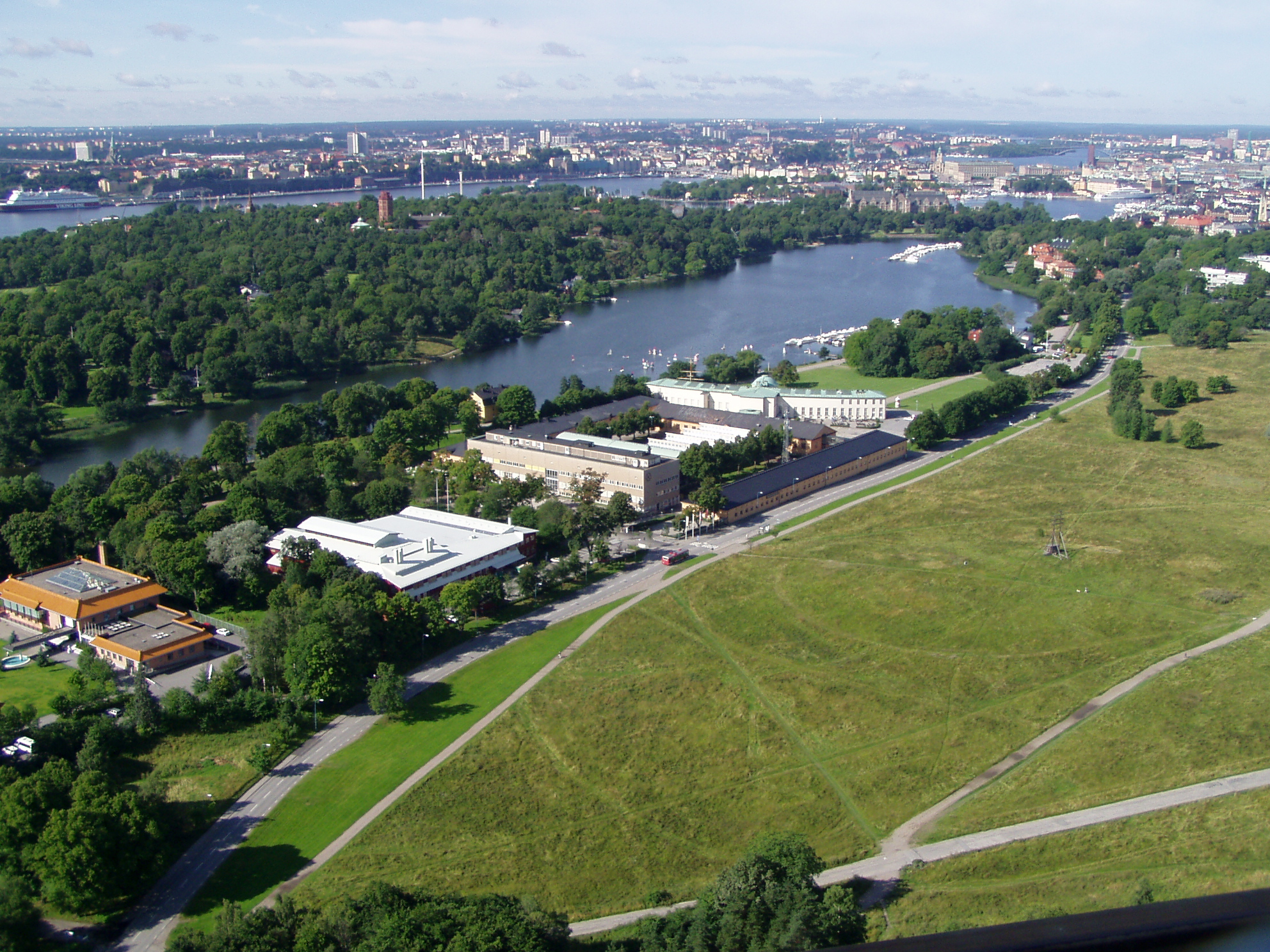
Vista suroeste hacia Djurgårdsbrunnsviken
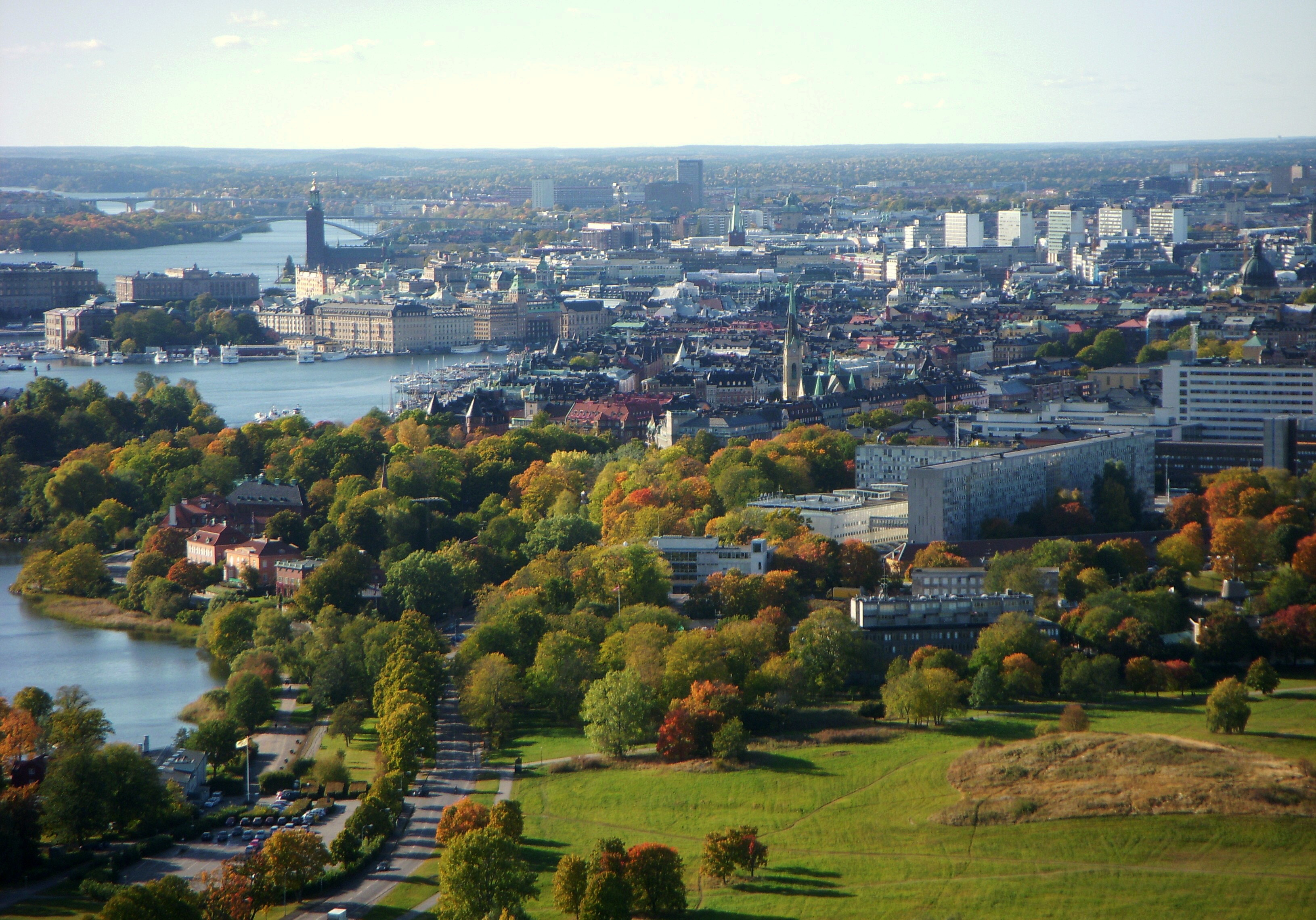
Vista oeste hacia la ciudad de Estocolmo
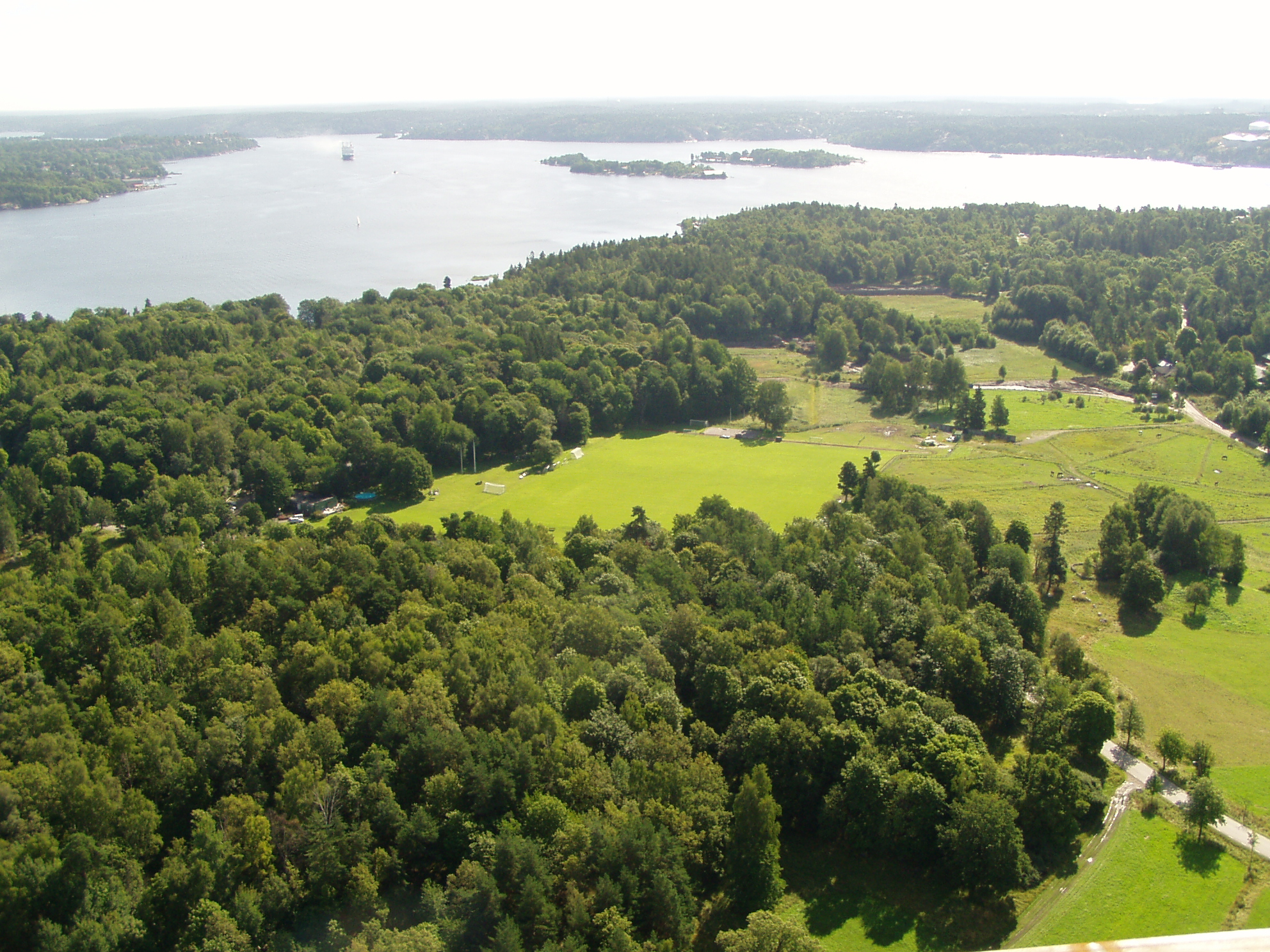
Vista este hacia  Djurgården y  Fjäderholmarna
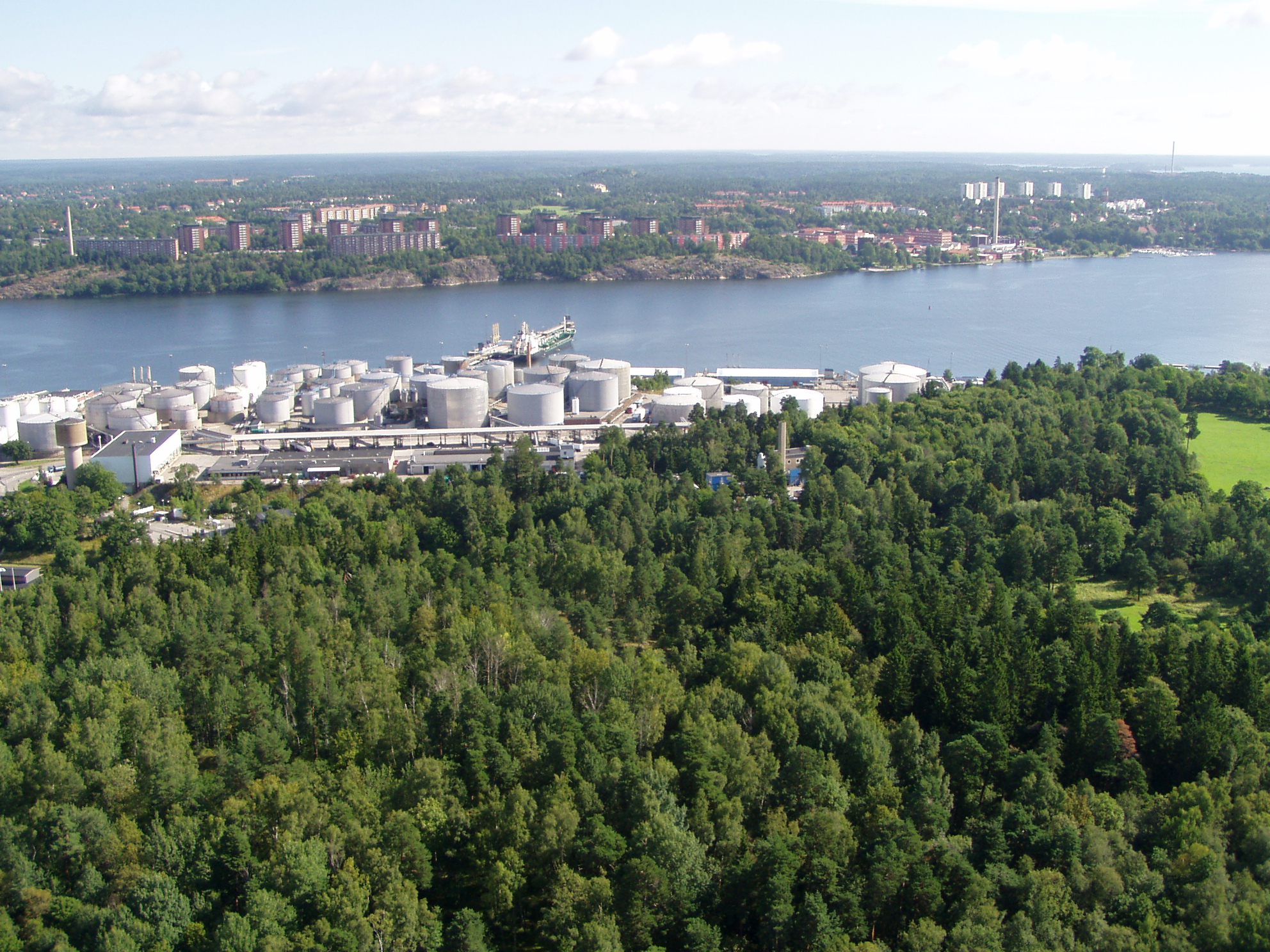
Vista norte hacia Loudden y Lidingö